# Giuseppe Scarnati
Giuseppe Scarnati (...) è un ingegnere e progettista italiano, realizzatore di alcuni modelli dell'Alfa Romeo.

## Biografia

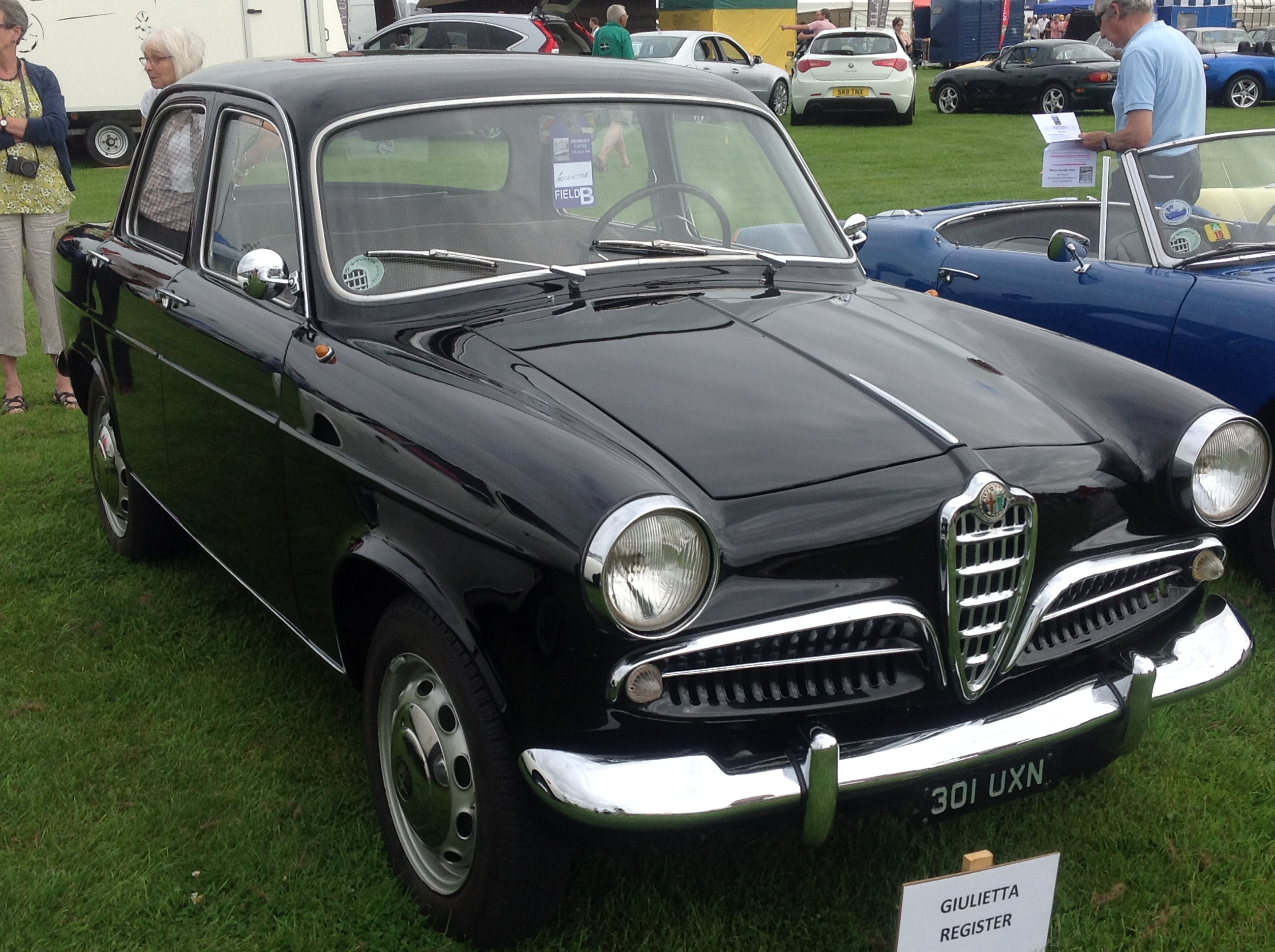
Alfa Romeo Giulietta

Nel 1936 iniziò a lavorare a fianco dell’ing. Finotti, in Alfa Romeo, come disegnatore dell’ufficio progettazione carrozzeria. Successivamente, nel 1941, venne spostato sotto la direzione di Raimondo Gatti nell'ufficio progettazione velivoli, all'interno del complesso industriale aeronautico di San Martino di Pomigliano d'Arco. Qui rimase fino a quando l'ufficio non venne spostato sul lago d'Orta, per poi essere riportato un'altra volta agli uffici progettazione carrozzeria. 

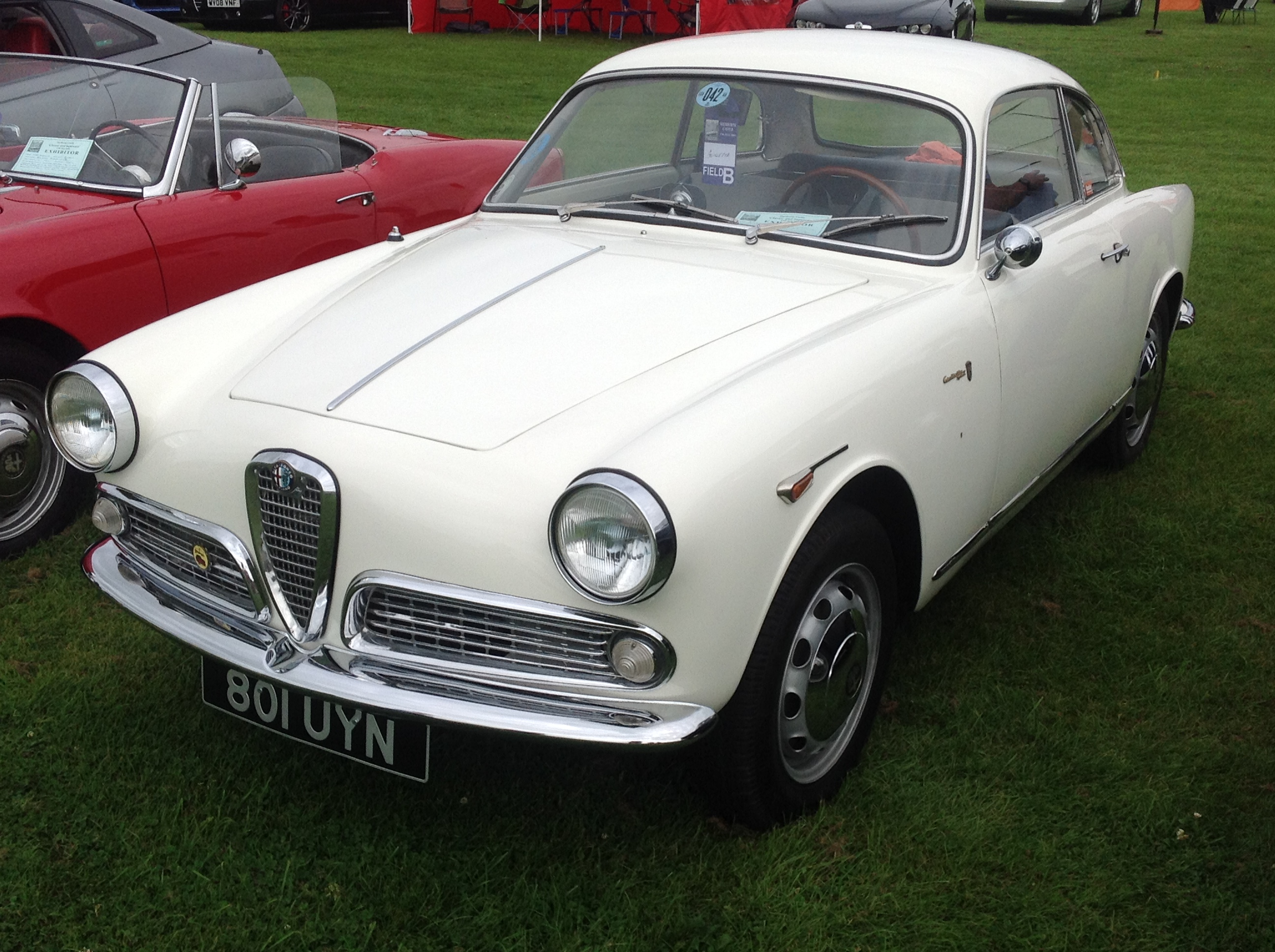
Alfa Romeo Giulietta Sprint

Durante la seconda guerra mondiale, nel giugno 1944, tenne ad Armeno, su domanda di molti manovali, alcuni corsi serali per facilitare la comprensione dei disegni tecnici. Dopo la fine della guerra, insegnò all’Istituto Padre Beccaro per poi rientrare nell'azienda milanese come responsabile della progettazione carrozzeria insieme a Ivo Colucci nella sezione direzione progettazione,Collaboratore di Colucci, fu assegnato alla carica di capogruppo nel neonato ufficio stile della casa del biscione.
Nel 1959 con la ripresa a pieno regime dello stabilimento del Portello e con l'aumento dei volumi di produzione dell'azienda, i vertici aziendali assegnarono a Scarnati il compito di istituire e gestire il Centro Stile. A lui vennero messe a disposizione alcuni dipendenti e un capannone, dove iniziò ad ammodernare e migliorare i modelli già in produzione. Nello stesso anno il direttore della produzione Orazio Satta gli affidò il primo progetto ex novo, una utilitaria di piccole dimensioni con nome in codice Tipo 103. La vettura non vide mai la luce della produzione di serie ma rimase solo allo stadio prototipale, ma alcuni richiami stilistici vennero poi adottati per la realizzazione della Giulia. Nel 1960 venne messo a capo dell’Ufficio stile e nel 1971 divenne direttore del Centro stile. Durante gli anni che diresse il Centro stile disegnò la Giulia e l’Alfetta. Nel 1974 andò in pensione.

## Modelli progettati
- Alfa Romeo Giulietta (1955)[3]

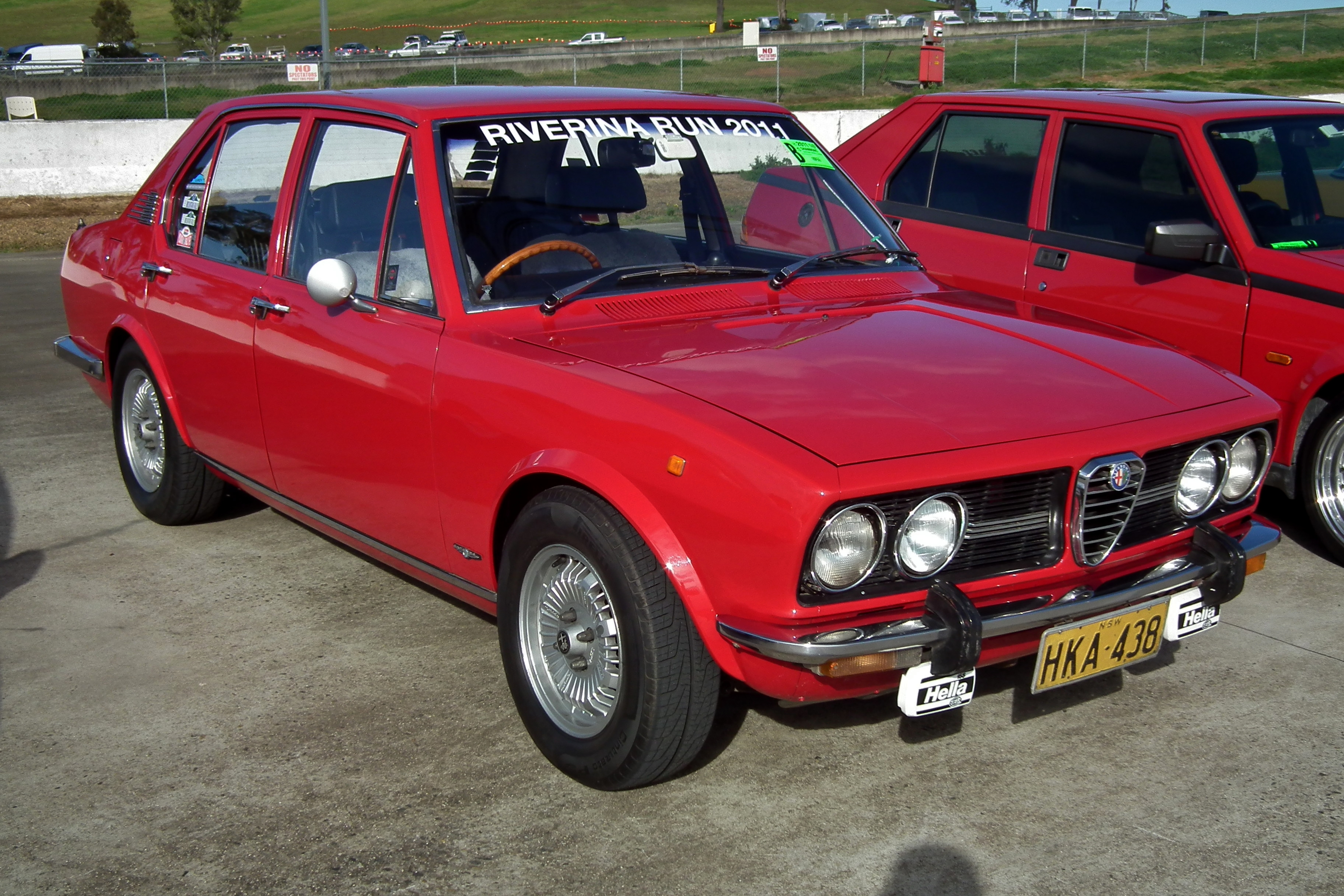
Alfa Romeo Alfetta

- Alfa Romeo Giulietta Sprint (1957)[4]
- Alfa Romeo Tipo 103 (1960)[2]
- Alfa Romeo Giulia (1962)[5]
- Alfa Romeo Alfetta (1972)